# Rex Rice
Rex Rice (* 27. Januar 1918 in Douglas, Arizona; † 16. Mai 2004 in Menlo Park, Kalifornien) war ein US-amerikanischer Computeringenieur.

## Biografie
Rice studierte Maschinenbau (Mechanical Engineering) an der Stanford University mit dem Bachelorabschluss 1940. Danach arbeitete er für Douglas Aircraft an der Entwicklung von Werkzeugen und ab 1946 für Northrop Aircraft, wo er Berechnungen der mechanischen Belastung von Flügeln an Computern ausführte. 1952 bis 1955 war er dort stellvertretender Leiter der Berechnungsabteilung und sorgte unter anderem 1954 für den Bau spezieller Digitalcomputer bei IBM für Northrop, die damals Rekordhalter für die Invertierung großer Matrizen waren.
1955 wechselte er zu IBM in deren Entwicklungslabor in Poughkeepsie, wo er unter anderem am Bau des ersten voll transistorisierten Computers von IBM, dem IBM 608, mitwirkte und Projektmanager für einen Vorläufer des IBM 7070 Systems war. Außerdem war er an einer Studie zur Hardware Implementierung einer höheren Programmiersprache (ADAM) beteiligt. Diese Forschungsrichtung setzte er bei Fairchild Semiconductor fort mit dem SYMBOL Computer, die erste Realisierung eines Computers mit Hardware Implementierung einer höheren Programmiersprache. Er war auch an der Verbesserung der LSI Speicher beteiligt und war Miterfinder des Dual in-line package (DIP) (1965 mit Don Forbes, Bryant „Buck“ Rogers).
1970 bis 1972 leitete er die Abteilung Speichersysteme bei Fairchild. Unter anderem war er dort für die Entwicklung der ersten großen Halbleiterspeicher-Module für die ILLIAC IV und für das IBM System/360 (Modell 67) zuständig. Nach weiteren leitenden Positionen bei Fairchild – unter anderem war er Direktor für Advanced Systems Development – ging er 1980 bei Fairchild in den Ruhestand und arbeitete danach als beratender Ingenieur.
Er war im Rat der IEEE Computer Society, deren Compcon Konferenzen er initiierte, und ab 1969 Fellow der IEEE. 1982 erhielt er den W. Wallace McDowell Award und 1984 den Richard E. Merwin Award der IEEE Computer Society. Den McDowell Award erhielt er für seine herausragenden Beiträge in der Computer-Technologie und Management durch die Erfindung des universell einsetzbaren Dual In-Line Package und den Entwurf und die Herstellung der ersten großen LSI Halbleiter-Speichersysteme.